# Paradesisa borneensis
Paradesisa borneensis är en skalbaggsart som beskrevs av Stefan von Breuning 1938. Paradesisa borneensis ingår i släktet Paradesisa och familjen långhorningar.
Artens utbredningsområde är Sarawak. Inga underarter finns listade i Catalogue of Life.